# Шуберт, Иоганн Андреас
Иоганн Андреас Шуберт (нем. Johann Andreas Schubert; 19 марта 1808, Вернесгрюн, Фогтланд — 6 октября 1870, Дрезден) — немецкий инженер, архитектор и конструктор.
Учился в лейпцигской школе Святого Фомы. В возрасте 20 лет стал преподавателем в свежесозданном Дрезденском королевском техническом институте, предшественнике Дрезденского технического университета. 28 апреля 1832 года стал профессором математики и механики в этом ВУЗе и преподавал там до 1869 года.
Шуберт — создатель первых пассажирских пароходов на реке Эльбе «Королева Мария» и «Принц Альберт» (1836) и первого немецкого паровоза «Саксония» (1837).
Самый большой кирпичный мост мира, мост через реку Гёлтч Шуберт сконструировал в 1845 году. Шуберт существенно способствовал тому, что в конце 50-х годов 19-го столетия ведущие немецкие машиностроительные заводы превзошли английские.